# グリーゼ163c
グリーゼ163c(英語:Gliese 163c) はかじき座の方向に約49光年離れた位置にある赤色矮星グリーゼ163を公転している太陽系外惑星である。

## 概要
グリーゼ163cは2012年9月、高精度視線速度系外惑星探査装置 (HARPS) の観測により発見された。質量が地球の6.8倍ほどのスーパー・アースであるとされており、ハビタブルゾーン(液体の水が存在できる領域)内に位置する可能性のある軌道を約25.6日で公転している。しかし、ハビタブルゾーン内にあるとしても表面温度は332K(59℃)とやや高温だと思われる。